# Rhododendron trichostomum
Rhododendron trichostomum är en ljungväxtart som beskrevs av Adrien René Franchet. Rhododendron trichostomum ingår i släktet rododendron, och familjen ljungväxter.

## Underarter
Arten delas in i följande underarter:
- R. t. ledoides
- R. t. radinum

## Bildgalleri

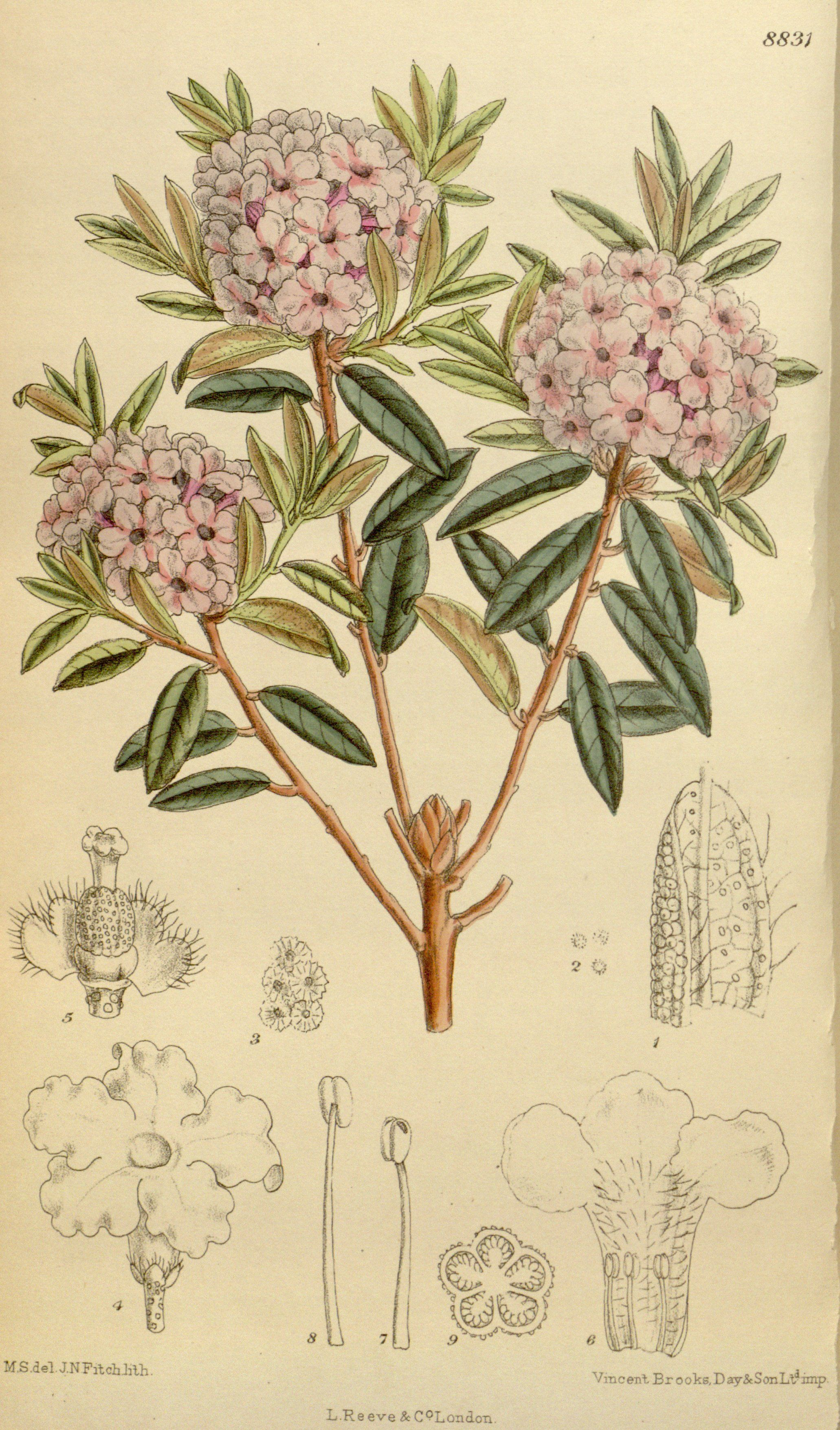